# Pogačar-Platz
Pogačar-Platz (slowenisch: Pogačarjev trg) ist der Name eines Platzes im Zentrum von Ljubljana, Slowenien. Er wurde nach dem vorletzten Fürstbischof von Laibach Janez Zlatoust Pogačar (gestorben 1884) benannt.
Der Platz liegt zwischen dem Dom St. Nikolaus (Ljubljana) und dem an der Ljubljanica gelegenen Plecnik-Markt. Er wird unter anderem für den Außenverkauf des Zentralmarktes genutzt.
Der Platz entstand in den sechziger Jahren des 19. Jahrhunderts, als Ställe und andere Wirtschaftsgebäude an dieser Stelle abgerissen wurden. Der Architekt Jože Plečnik gab dem Platz sein heutiges Aussehen.

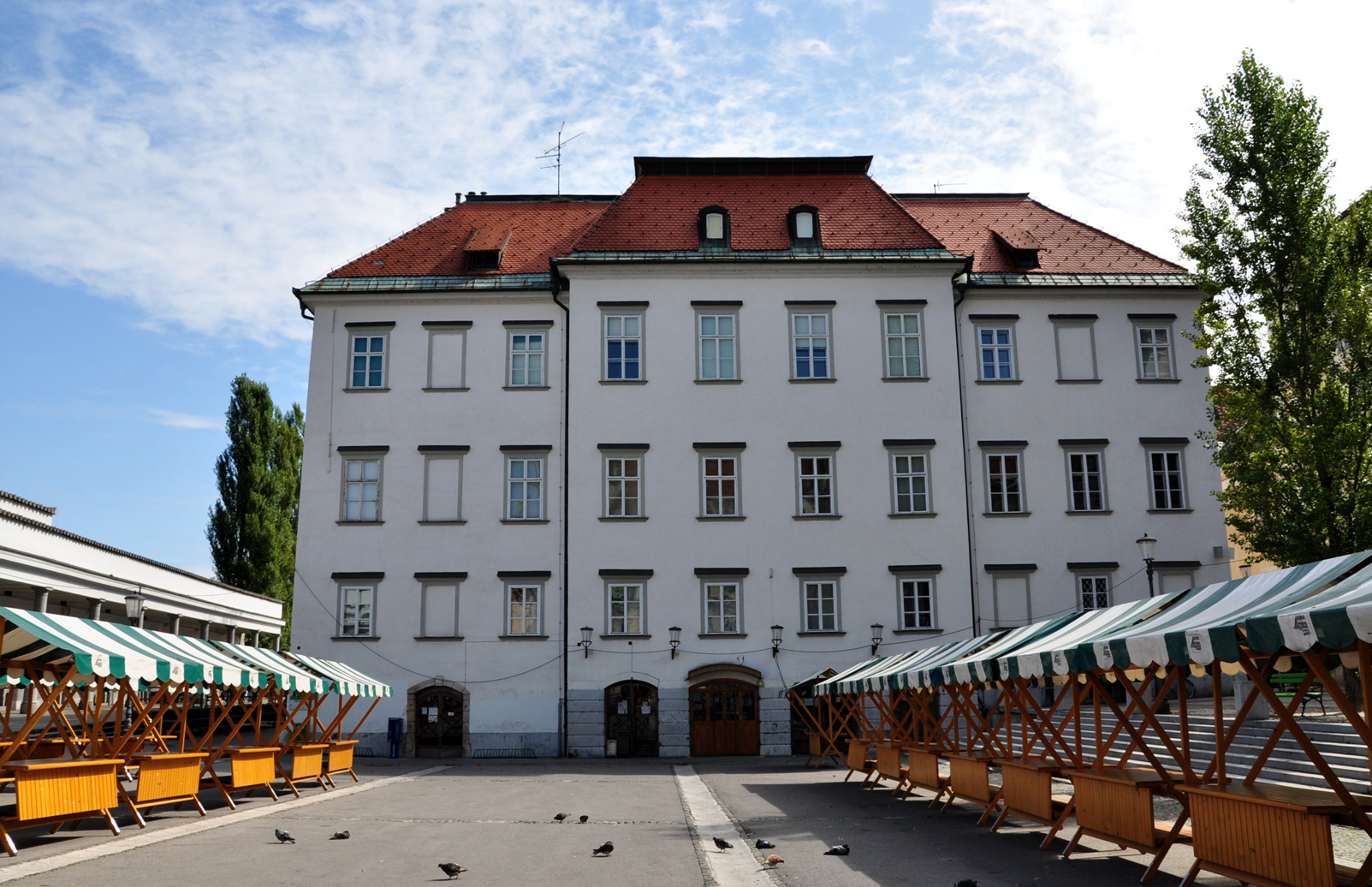
Priesterseminar und Pogačar-Platz

## Architektur
Der Platz wird von mehreren bekannten Gebäuden begrenzt. An der Südseite stehen nebeneinander der Dom St. Nikolaus und der Bischofspalast, im Osten das Gebäude des Priesterseminars, im Westen das Kresija-Gebäude und im Norden der Plecnik-Markt.